# 蓮華寺 (大阪市北区)
蓮華寺（れんげじ）は、大阪府大阪市北区太融寺町にある日蓮実宗の寺院。山号は仏生山。

## 歴史
1770年（明和7年）10月1日に妙光阿生蓮院日命が自明院を相続し法華宗に改宗、翌年に大石寺の末寺となる。開基は大石寺第33世法主日元。
1911年（明治44年）2月20日に火災で焼失し1913年（大正2年）4月28日に復興。1927年（昭和2年）4月21日、後の大石寺第62世日恭が住職となり、1937年に登座するまで務める。
1945年（昭和20年）6月1日、戦災で焼失。1964年（昭和39年）5月13日、18代住職が創価学会の過度な干渉と介入と日蓮正宗側の学会への融和的な姿勢に反発し、日蓮正宗を離脱し日蓮実宗を創設。

## 交通
- Osaka Metro堺筋線・谷町線「中崎町駅」より徒歩で約10分。